# It's Better If You Don't Understand
It's Better If You Don't Understand è il primo EP del cantante e produttore statunitense Bruno Mars, che è anche parte del team di produzione The Smeezingtons. È stato pubblicato l'11 maggio 2010 e figura la collaborazione dei rapper di Atlanta B.o.B. e Cee-Lo. L'EP stato registrato fra le Hawaii e Los Angeles. Il titolo proviene da una frase del testo di The Other Side, brano presente nell'EP.

## Tracce
1. Somewhere in Brooklyn - 3:01
2. The Other Side featuring B.o.B. & Cee-Lo - 3:48
3. Count on Me - 3:16
4. Talking to the Moon - 3:27